# Mr.Boo!ギャンブル大将
『Mr.Boo!ギャンブル大将』（原題：鬼馬雙星、英題：Games Gamblers Play）は、1974年の香港映画。日本においては『Mr.BOO!』シリーズ第3弾として1979年12月に公開されたが、本国香港における公開順は一連の作品で最も早い。
この作品の大ヒットで、北京語での吹き替えを必要としていた香港映画界が、以後広東語で作られるようになった。

## あらすじ
ギャンブル好きの劉（サミュエル・ホイ）は、カジノのディーラーがチップを盗んでいるのを目撃し、分け前をゆすり取ろうとしたところを逮捕されてしまう。刑務所で同房となった鄧（マイケル・ホイ）は、新参の劉を冷たくあしらうが、彼の荷物から落ちた天九牌を見て表情が変わる。鄧はイカサマ上等の凄腕ギャンブラーだった。出所した二人は協力し、チュン（ウォン・サム）のノミ組織を相手に一攫千金を企む。

## スタッフ
- 監督･脚本:マイケル・ホイ（許冠文）
- 製作:レイモンド・チョウ（鄒文懐）
- 撮影:ホー・ランシャン（賀蘭山=西本正）、リー・ヤウトン（李有棠）
- 音楽:ジョセフ・クー（顧家輝）、サミュエル・ホイ（許冠傑）
- 武術指導：サモ・ハン・キンポー（洪金寶）（朱元龍名義）

## キャスト/吹き替え
| 役名 / 吹替役名                 | 俳優                                          | フジテレビ放送版 |
| ------------------------------- | --------------------------------------------- | ---------------- |
| ブン兄貴（鄧國文） / ブー       | マイケル・ホイ（許冠文）                      | 広川太一郎       |
| ギッ（劉俊傑） / ロン           | サミュエル・ホイ（許冠傑）                    | 富山敬           |
| 浜辺の若者                      | リッキー・ホイ（許冠英）                      | 安西正弘         |
| プイプイ / ペイペイ             | ベティ・ティン・ペイ（丁珮）                  | 川浪葉子         |
| 妹ムイタウ / プウ               | リサ・ルイ（アンジェリーナ・ロー） （呂有慧） | よこざわけい子   |
| ブンの妻                        | ロー・ラン（羅蘭）                            | 渡辺知子         |
| カジノのディーラー              | ディーン・セキ（石天）                        | 沢木郁也         |
| カジノのマネージャー            | フォン・ガイ（馮毅）                          | 加藤正之         |
| 黄不文 / テレビ司会者           | ジェームズ・ウォン（ウォン・ツン） （黄霑）   | 槇大輔           |
| アウ（チュンの子分） / ハイガオ | ホイ・シウホン（許紹雄）                      | 村山明           |
| チュン親分 / 会長               | ウォン・サム（王琛）                          | 田中康郎         |
| 駐車違反の男                    | ロイ・チャオ（喬宏）                          |                  |
| ハンバーガー店のコック          | ディ・チン（金帝）                            |                  |
| 牌九の客                        | ウォン・サン（黄新）                          | たてかべ和也     |
| 囚人仲間                        | ツァン・チョウラム（曾楚霖）                  | 清川元夢         |
| 大小の壺を操る賭博場の男        | フォン・ギンマン（馮敬文）                    | 清川元夢         |
| ホームレス                      | カム・サン（金山）                            | 屋良有作         |

- フジテレビ放送版 - 初回放送1982年5月1日、フジテレビ『ゴールデン洋画劇場』
  - 吹替翻訳 - 飯嶋永昭
  - 日本語版制作 - ニュージャパンフィルム
- DVD版 - 2005年8月26日に『Mr.BOO ! DVD-BOX』（5,000セット限定生産）として発売時、フジテレビ放送版の吹き替え音声を初収録しDVD化。その後、2007年5月10日に単品廉価版発売。
  - 字幕翻訳 - 須藤久美

## エピソード
本作は、マイケル・ホイとサミュエル・ホイが共演する香港TVBの人気コント・バラエティ番組『雙星報喜（ホイブラザーズ・ショウ）』から派生して企画・製作された。そのため、リッキー・ホイは出演していなかった。
しかし、日本公開版では一部のシーンが差し替えられ、リッキーが出演している。日本において、本作は『Mr.BOO!』シリーズ第3弾として公開され、シリーズが“ホイ三兄弟の映画”と認知されていた（そのように宣伝していた）ためである。なお、差し替え前のオリジナル版では、当該シーン（浜辺での乱闘）に登場するのはサモ・ハン・キンポーであった。